# Ejby Kirke (Middelfart Kommune)
 For alternative betydninger, se Ejby Kirke. (Se også artikler, som begynder med Ejby Kirke)
Ejby Kirke ligger i den nordlige del af stationsbyen Ejby ca. 16 km SØ for Middelfart (Region Syddanmark). Indtil kommunalreformen i 2007 lå det i Ejby Kommune (Fyns Amt) og indtil kommunalreformen i 1970 lå det i Vends Herred (Odense Amt).
På stedet har stået en romansk kirke opført af granitkvadre, den romanske kirke bestod af kor og skib, som i sengotisk tid fik tilføjet et tårn. I 1842 blev de romanske dele nedrevet og erstattet med det nuværende langhus.
Kirken har fladt gipsloft. Altertavlen er et maleri fra 1939 af Niels Lindberg. Prædikestolen er udført i 1800-tallet, i arkadefelterne ses udskæringer i ungrenæssance, som muligvis stammer fra en ældre prædikestol. På nordvæggen er ophængt et krucifiks af Gunnar Hansen fra 1951.
Den romanske granitfont har glat kumme med højt skaft, den firkantede fod med arkadefelter virker noget ophugget.

## Eksterne kilder og henvisninger
- Wikimedia Commons har flere filer relateret til Ejby Kirke (Middelfart Kommune)
- Ejby Kirke Arkiveret 1. marts 2011 hos  Wayback Machine på nordenskirker.dk
- Ejby Kirke på KortTilKirken.dk